# Vârful Custura, Munții Retezat
Vârful Custura este al cincilea vârf ca înălțime din Munții Retezat, Carpații Meridionali, având o altitudine de 2457 metri. Este accesibil din șaua Plaiul Mic (Sud) sau dinspre vârful Păpușa prin șaua Custurii (Vest) dar și dinspre Stâna de Râu (Nord) tot prin șaua Custurii. Oferă o priveliște deosebită asupra părții sudice a Munților Retezat.

## Galerie foto

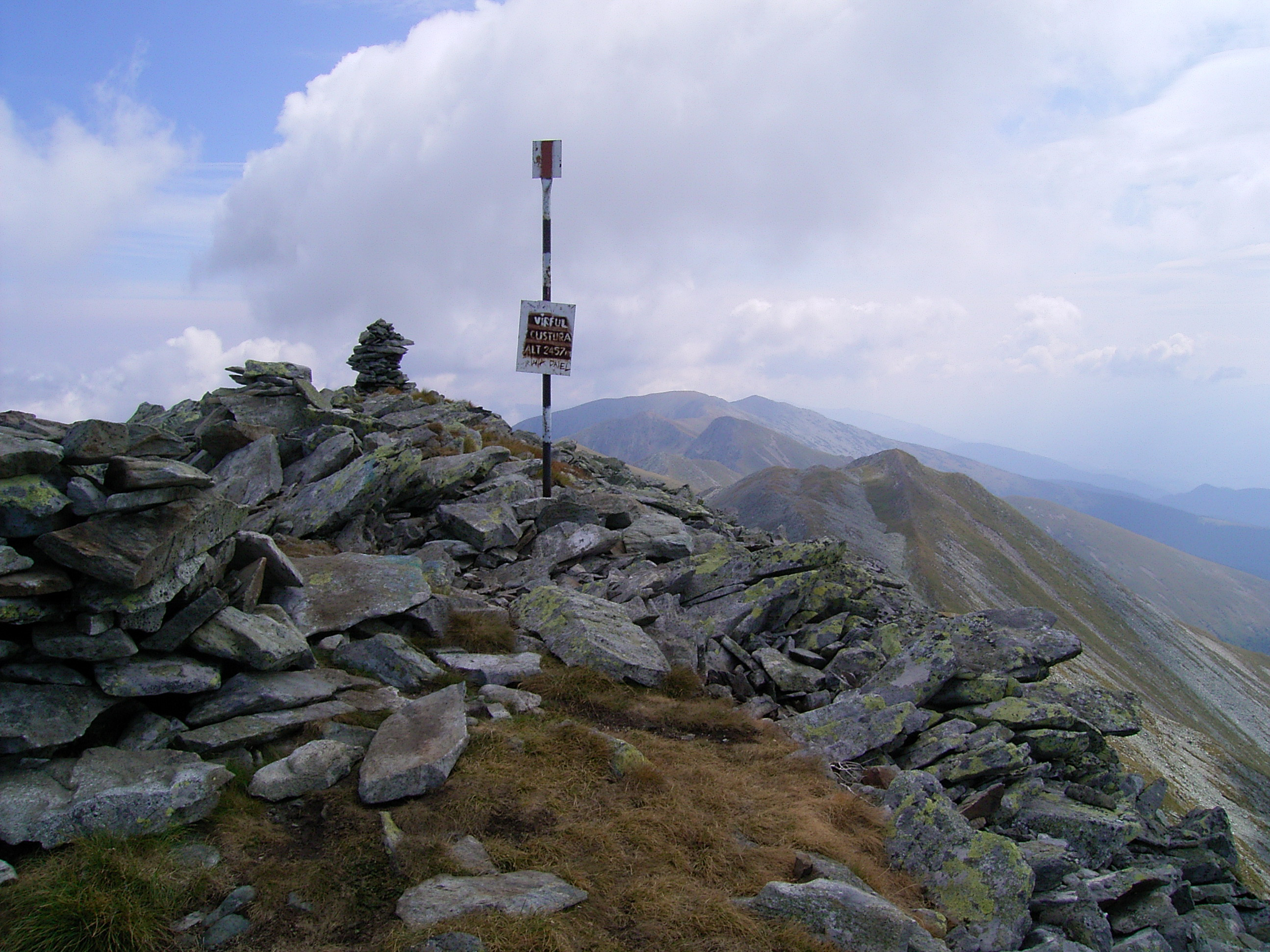
Pe Vârful Custura
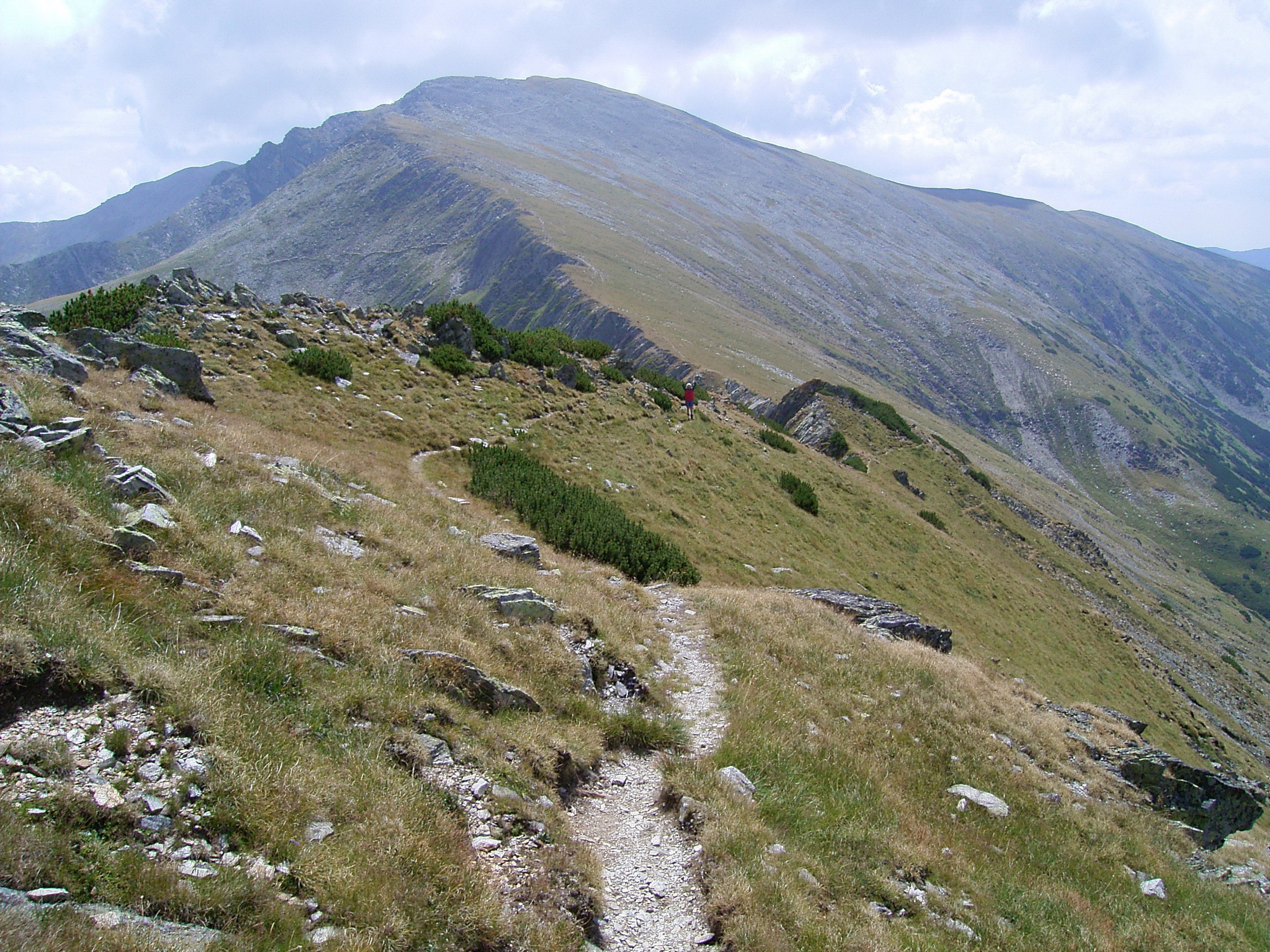
Vârful Custura
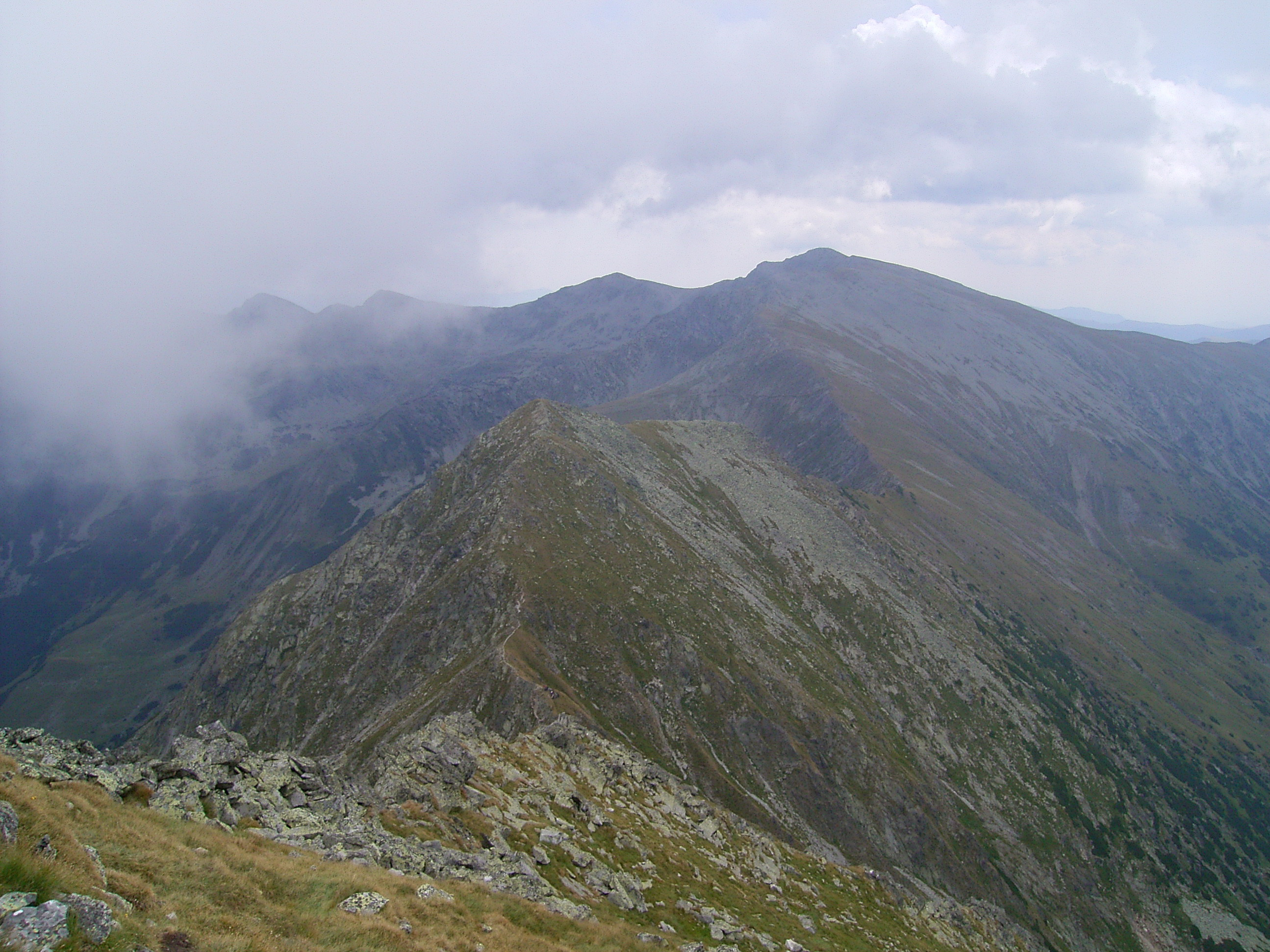
Vârful Custura şi Păpuşa Mică
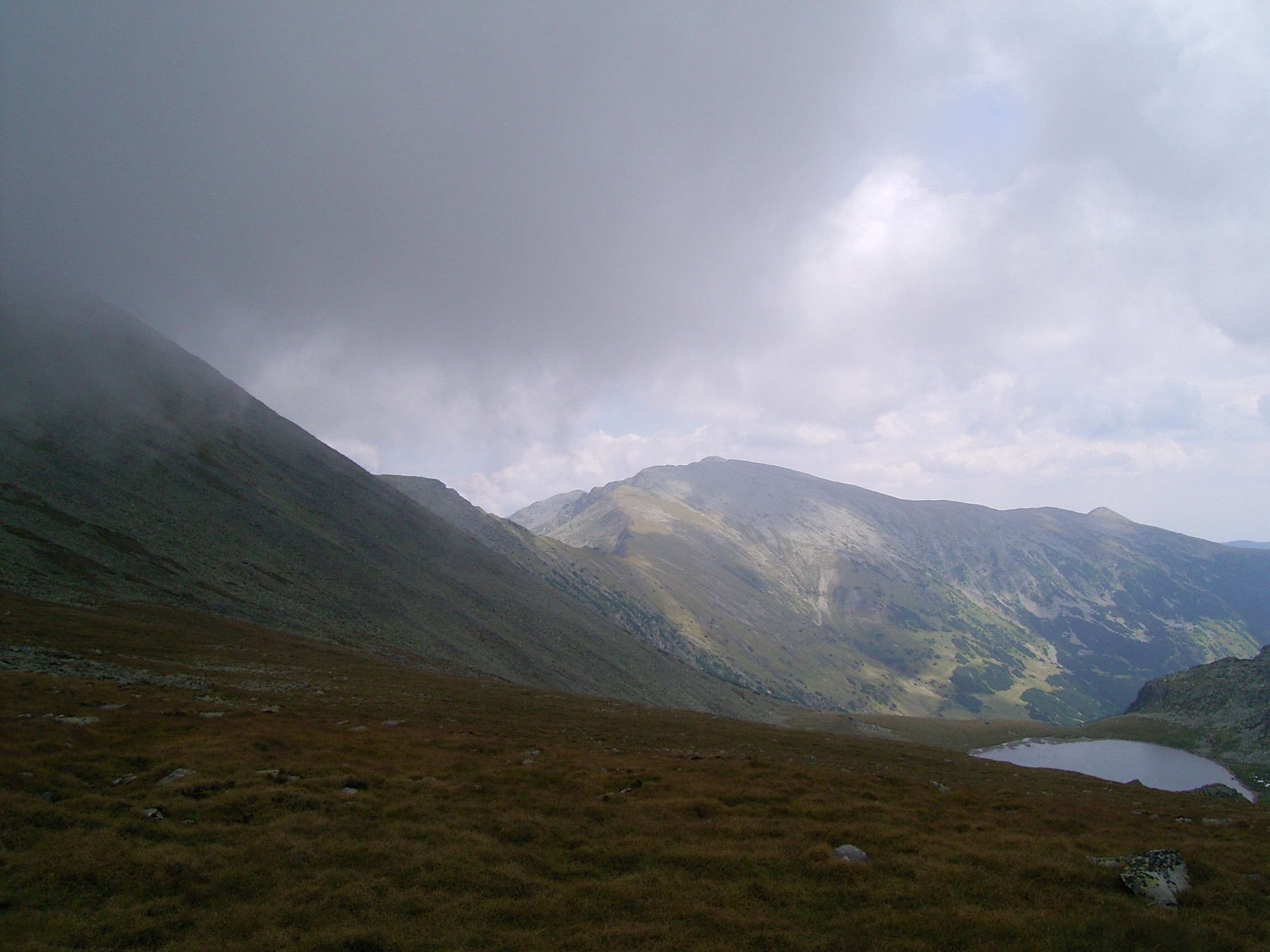
Vârful Custura